# Gare de Franchimont
La gare de Franchimont (anciennement Rainonfosse) est une gare ferroviaire de la ligne 44, de Pepinster à Stavelot, située à Franchimont sur le territoire de la commune de Theux, en Région wallonne, dans la province de Liège
C'est une halte voyageurs de la Société nationale des chemins de fer belges (SNCB) desservie par des trains Omnibus (L) et heure de pointe (P).
Cette gare est l'une des trois gares de la commune de Theux ; celle de Franchimont étant la plus au sud.

## Situation ferroviaire
Établie à 177 mètres d'altitude, la gare de Franchimont est située au point kilométrique (PK) 5,60 de la ligne 44, de Pepinster à Stavelot, entre les gares ouvertes de Theux et de Spa.

## Histoire
Le point d'arrêt de Rainonfosse est mis en service le 2 avril 1891 par l’Administration des chemins de fer de l’État belge.
Il prend le nom de Franchimont en 1901. Les installations ne comprennent pas de bâtiment dédié ; la maison du garde-barrière visible à proximité assume traditionnellement les fonctions de gestion du point d'arrêt, sans procurer d'accueil pour les passagers[réf. souhaitée].
La desserte de Franchimont est suspendue durant la Première Guerre mondiale et la gare ferme "définitivement" en 1921. Elle rouvrira néanmoins à la fin des années 1930.
En 1957, l'arrêt est également supprimé[Depuis quand ?]. Il rouvre cependant par après. Le quai a été rénové en 2012. Actuellement il y a un seul abri de 6m².

## Service des voyageurs

### Accueil
Halte SNCB, c'est un point d'arrêt non géré (PANG) à entrée libre.

### Desserte
Franchimont est desservie par des trains Omnibus (L) et d’Heure de pointe (P) de la SNCB circulant sur la ligne commerciale 37.
En semaine comme week-ends, la gare possède une desserte cadencée à l’heure : des trains L reliant Spa-Géronstère à Verviers Central. En semaine, un parcours aller-retour de trains L est prolongé jusque Welkenraedt (un dans chaque sens le matin et l'après-midi) et un train supplémentaire d’heure de pointe (P) relie Spa-Geronstère à Verviers-Central le matin.

### Intermodalité
Il y a un parking non-aménagé, juste en face de la gare.

## Comptage voyageurs
Le graphique et le tableau montrent le nombre de passagers qui en moyenne embarquent durant la semaine, le samedi et le dimanche.
| Nombre de voyageurs qui embarquent à la gare de Franchimont | Nombre de voyageurs qui embarquent à la gare de Franchimont | Nombre de voyageurs qui embarquent à la gare de Franchimont | Nombre de voyageurs qui embarquent à la gare de Franchimont |
|                                                             | Semaine                                                     | Samedi                                                      | Dimanche                                                    |
| ----------------------------------------------------------- | ----------------------------------------------------------- | ----------------------------------------------------------- | ----------------------------------------------------------- |
| 1977                                                        | 143                                                         | 29                                                          | 80                                                          |
| 1978                                                        | 181                                                         | 60                                                          | 19                                                          |
| 1979                                                        | 162                                                         | 39                                                          | 35                                                          |
| 1980                                                        | 210                                                         | 43                                                          | 49                                                          |
| 1981                                                        | 178                                                         | 37                                                          | 16                                                          |
| 1982                                                        | 194                                                         | 48                                                          | 41                                                          |
| 1983                                                        | 178                                                         | 33                                                          | 25                                                          |
| 1984                                                        | 203                                                         | 28                                                          | 42                                                          |
| 1985                                                        | 210                                                         | 47                                                          | 36                                                          |
| 1986                                                        | 205                                                         | 62                                                          | 37                                                          |
| 1987                                                        | 223                                                         | 61                                                          | 49                                                          |
| 1988                                                        | 222                                                         | 63                                                          | 44                                                          |
| 1989                                                        | 203                                                         | 41                                                          | 35                                                          |
| 1990                                                        | 159                                                         | 44                                                          | 38                                                          |
| 1991                                                        | 227                                                         | 67                                                          | 37                                                          |
| 1992                                                        | 237                                                         | 56                                                          | 33                                                          |
| 1993                                                        | 242                                                         | 49                                                          | 37                                                          |
| 1994                                                        | 254                                                         | 60                                                          | 49                                                          |
| 1995                                                        | 246                                                         | 46                                                          | 35                                                          |
| 1996                                                        | 244                                                         | 58                                                          | 21                                                          |
| 1997                                                        | 360                                                         | 60                                                          | 34                                                          |
| 1998                                                        | 310                                                         | 50                                                          | 33                                                          |
| 1999                                                        | 296                                                         | 32                                                          | 30                                                          |
| 2000                                                        | 319                                                         | 47                                                          | 20                                                          |
| 2001                                                        | 324                                                         | 48                                                          | 28                                                          |
| 2002                                                        | 268                                                         | 35                                                          | 36                                                          |
| 2003                                                        | 268                                                         | 36                                                          | 36                                                          |
| 2004                                                        | 299                                                         | 36                                                          | 35                                                          |
| 2005                                                        | 298                                                         | 46                                                          | 50                                                          |
| 2006                                                        | 285                                                         | 32                                                          | 34                                                          |
| 2007                                                        | 256                                                         | 44                                                          | 55                                                          |
| 2008                                                        | -                                                           | -                                                           | -                                                           |
| 2009                                                        | 279                                                         | 41                                                          | 58                                                          |
| 2010                                                        | -                                                           | -                                                           | -                                                           |
| 2011                                                        | -                                                           | -                                                           | -                                                           |
| 2012                                                        | 185                                                         | 40                                                          | 27                                                          |
| 2013                                                        | 283                                                         | 23                                                          | 25                                                          |
| 2014                                                        | 269                                                         | 36                                                          | 36                                                          |
| 2015                                                        | 252                                                         | 38                                                          | 15                                                          |
| 2016                                                        | 243                                                         | 30                                                          | 19                                                          |
| 2017                                                        | 201                                                         | 36                                                          | 22                                                          |
| 2018                                                        | 221                                                         | 43                                                          | 34                                                          |
| 2019                                                        | 303                                                         | 20                                                          | 18                                                          |
| 2020                                                        | 383                                                         | 59                                                          | 35                                                          |
| 2021                                                        | -                                                           | -                                                           | -                                                           |
| 2022                                                        | 140                                                         | 40                                                          | 54                                                          |
| 2023                                                        | 154                                                         | 30                                                          | 29                                                          |
| 2024                                                        | 200                                                         | 31                                                          | 16                                                          |